# Дудоладов, Александр Дмитриевич
Алекса́ндр Дми́триевич Дудола́дов (19 июня 1953, Свердловск — 3 сентября 1999, Москва) — советский и российский писатель-сатирик, сценарист.

## Краткая биография
В школьные годы играл в хоккей с шайбой в молодёжной сборной команде клуба «Автомобилист» (Свердловск). Окончил Свердловский институт народного хозяйства, работал инженером на заводе. Начал печататься в свердловских газетах начиная с 1984 года будучи сотрудником отдела юмора газеты «Уральский рабочий». Впоследствии также работал в отделе сатиры и юмора молодёжной газеты «На смену!». Печатался в «Урале», «Юности», «Крокодиле», «Работнице».
С 1987 года жил и работал в Москве.
Александр Дудоладов так и не успел вступить в Союз писателей. Похоронен на Широкореченском кладбище Екатеринбурга рядом с отцом.
В 2001 году был удостоен премии «Золотой телёнок» «Литературной Газеты» («Клуба 12 стульев»), посмертно.

## Творчество
Писал монологи для известных эстрадных артистов (Клара Новикова,Евгений Петросян,Владимир Винокур, Михаил Грушевский, Ефим Шифрин, Ян Арлазоров). Но не все они по достоинству ценили талант писавших для них драматургов, в том числе Александра Дудоладова, держа их имена в секрете. Наиболее известные юморески: «Не кормлены», «До и после», «Капля», «Выключатель», «Бесперспективная Матрёниха», «Амбивалентность», «А музыка звучит», «Взгляд в завтра» «Все вы одинаковы». Рассказ «Завтра не будет», опубликованный также в малайском переводе в Малайзии — своего рода притча о конце света. В нём живописно передана абсурдность повседневного бытия «с точки зрения вечности» и интересно описан процесс светопреставления.

Реальность — советскую или постперестроечную, ничуть не более пригодную для жизни человека,— он описывал как фантастическое и тем отменял её гравитацию, позволяя героям летать. По большому счёту, он освобождал героя и читателя от обязательности этой жизни и при помощи писательского слова переносил их в иной план существования. Герои Дудоладова, в отличие от нас, реальных и приземлённых, чувствовали фантастичность окружающего и противопоставляли абсурду свои изобретения, позволяющие, например, превращать советские пальто и ботинки, очень мало похожие на настоящие пальто и ботинки, обратно в сырьё.
— Ольга Славникова, «Октябрь» №7 2001
В 2008 году рассказ Дудоладова «Завтра не будет» был переиздан в малайзийской антологии русской литературы «Золотая Роза».
Автор сценария фильма «Брюнетка за 30 копеек» (1991; режиссёр Сергей Никоненко), а также сценарист и сорежиссёр фильма «Дедушка хороший, но… не говорит куда спрятал деньги» (1993; с Анатолием Грушко и Игорем Рухом).